# إعادة التشفير الشرطي بواسطة وكيل واعتمادا على الهوية
إعادة التشفير الشرطي بواسطة وكيل اعتمادًا على الهوية (IBCPRE) هو نوع من أنواع أنظمة إعادة التشفير عن طريق الوكيل (بي آر إي) في إعداد التشفير بواسطة المفتاح العام المعتمد على الهوية. هذا النظام (IBCPRE) هو امتداد طبيعي لإعادة التشفير بواسطة الوكيل من ناحيتين. الناحية الأولى هي توسيع فكرة إعادة التشفير بواسطة الوكيل امتدادًا إلى إعداد تشفير المفتاح العام المعتمد على الهوية. الناحية الثانية هي توسيع مجموعة مميزات إعادة التشفير بواسطة الوكيل لدعم إعادة التشفير بواسطة الوكيل الشرطي. من خلال إعادة التشفير الشرطي بواسطة الوكيل يمكن أن يستخدم الوكيل هذا النظام (IBCPRE) لإعادة تشفير نص مشفر لكن النص يكون جاهز من أجل فك التشفير فقط إذا استوفى شرط ما مطبق على النص المشفر ومفتاح إعادة التشفير معًا. يسمح ذلك لإعادة التشفير الدقيق بواسطة الوكيل ويمكن أن يكون مفيدًا لتطبيقات مثل المشاركة الآمنة عبر تخزين البيانات السحابية المشفرة.

## مقدمة
يسمح نظام التشفير باستخدام المفتاح العام لأي أحد يمتلك المفتاح العام للمستقبل أن يشفر الرسائل المرسلة إلى المستقبل باستخدام المفتاح العام بطريقة يستطيع فيها المفتاح الخاص المتناسب معه والمعروف بالنسبة للمستقبل فقط أن يفك تشفيرها ويستعيد الرسائل. بالتالي يمكن نشر المفتاح العام للمستخدم من أجل السماح للجميع باستخدامه في تشفير رسائل المستخدم، بينما يجب الحفاظ على سرية المفتاح الخاص للمستخدم من أجل عملية فك التشفير. يقوم المستخدم عمومًا بتوليد كل من المفتاح العام للمستخدم والمفتاح الخاص المتناسب معه.
في إعداد التشفير المعتمد على الهوية، يمكن أن يكون المفتاح العام للمستخدم عبارة عن سلسلة اعتباطية من البتات تستطيع التعرف على المستخدم بشكل فريد في النظام.
السلسلة الفريدة يمكن أن تكون عنوان بريد إلكتروني مثلًا، ورقم هاتف ومعرّف هوية لفريق عمل (إذا استُخدم داخليًا فقط ضمن مؤسسة). من ناحية ثانية، لا يعود المستخدم يولد المفتاح الخاص المتناسب معه. من المفتاح العام الذي هو سلسلة ثنائية فريدة، يوجد مركز لتوليد المفاتيح (كي جي سي)، هو الذي يولد المفتاح الخاص للمستخدم ويصدره. يمتلك كي جي سي مفتاحًا عامًا، والذي من المفترض أن يكون معروفًا للجميع، ثم تجري عملية التشفير وفك التشفير وفق السلسلة الثنائية الفريدة التي تمثل المفتاح العام والمفتاح الخاص المتناسب معها، على التوالي، مع أخذ المفتاح العام لمركز كي جي سي بعين الاعتبار.
تسمح إعادة تشفير الوكيل للنص المشفر، الذي لا يمكن أن يُفك تشفيره أصلًا إلا من قبل المستخدم، أن يتحول من قبل كيان عام يسمى الوكيل إلى نص مشفر آخر كي يفك تشفيره مستخدم آخر. لنفترض أن المستخدمين هما آليس وبوب. لدى آليس بعض الرسائل هي: م1، م2...من. ترغب آليس أن تشفرها من خلال مفتاحها العام، ثم ترسل الرسائل المشفرة إلى خادم ما.
الآن عندما تريد آليس أن تشارك هذه الرسائل المشفرة مع بوب، يمكنها أن تستخدم نظام إعادة التشفير بواسطة الوكيل لتسمح للخادم أن يعيد تشفيرها كي يتمكن بوب من فك تشفير هذه الرسائل المُعاد تشفيرها مباشرةً باستخدام مفتاحه الخاص. لتنفيذ ذلك من خلال نظام إعادة التشفير بواسطة الوكيل، تستخدم آليس مفتاحها الخاص ومفتاح بوب العام لتوليد مفتاح إعادة التشفير. ترسل آليس بعدها مفتاح إعادة التشفير إلى الخادم. بعد استقباله لمفتاح إعادة التشفير هذا، يستخدم الخادم المفتاح لتحويل جميع الرسائل المشفرة وهي: س1، س2،..سن إلى صيغة جديدة يُشار إليها على الشكل التالي: ع1، ع2..عن. يمكن أن يقوم بوب بعدها بتحميلها وفك تشفيرها واستعادة الرسالة الأصلية: م1، م2،...من باستخدام مفتاحه الخاص. في نظام إعادة التشفير الشرطي بواسطة الوكيل واعتمادًا على الهوية (IBCPRE)، يضبط المستخدمون مفاتيحهم العامة على أنها مفاتيح فريدة للمستخدمين. أحد المزايا الرئيسية لاستخدام خوارزميات التشفير اعتمادًا على الهوية هي استبعاد شهادات المفتاح العام الذي من الممكن أن تساعد في تعزيز قابلية استخدام تطبيقات الأمان المستهدفة. يشير مصطلح «شرطي» في هذا النظام إلى ميزة إضافية تسمح لكل رسالة مشفرة أن تمتلك «رمز» مرتبط بها. بالإضافة إلى هذا الرمز فإن كل مفتاح تشفير يمتلك «رمز» مرتبط به. نظام (IBCPRE) مصمم بحيث يمكن تشفير الرسالة المشفرة فقط في حال كان رمز الرسالة المشفرة يتناسب مع مفتاح إعادة التشفير.

## الميزات
أحد المميزات الرئيسية في نظام (IBCPRE) هي أنه عندما تقوم آليس مثلًا باعتبارها مالك البيانات بتشفير الرسائل، فإن التشفير يتم من أجلها فقط وفقط آليس تستطيع فك تشفير الرسائل المشفرة باستخدام مفتاحها السري. لا تحتاج آليس أن تعرف مسبقًا مع من تريد أن تشارك رسائلها المشفرة. بعبارة أخرى فإن اختيار آليس للأصدقاء الذين تريد أن تشاركهم رسائلها يمكن أن يتم بعد تشفيرها للرسائل وتحميلها إلى الخادم.
أحد المميزات الأخرى لنظام (IBCPRE) هي أنه يدعم التشفير من طرف إلى طرف. الخادم الذي يخزن الرسائل المشفرة لا يمكن أن يفك تشفير الرسائل قبل وبعد إعادة التشفير. يدعم هذا النظام التشفير من واحد إلى العديد. يمكن أن تختار آليس، مالكة البيانات، عدة أصدقاء لتشارك معهم بياناتها. كي تشارك آليس الرسائل المشفرة مع العديد من الأصدقاء، فإنها تحتاج إلى توليد مفتاح إعادة التشفير لكل واحد من أصدقائها وترسل جميع مفاتيح إعادة التشفير إلى الخادم لينفذ عملية إعادة التشفير.
يعتمد عدد مفاتيح إعادة التشفير الذي تحتاج آليس إلى توليده على عدد الأصدقاء الذين تريد آليس أن تشارك معهم الرسائل المشفرة. ولا يعتمد على عدد الرسائل المشفرة.
سيسمح مفتاح إعادة تشفير واحد للخادم بتحويل جميع الرسائل المشفرة بشرط تحقيق تطابق رمز الرسائل المشفرة ورمز مفتاح إعادة التشفير. يسهل الرمز الشرطي لهذا النظام (IBCPRE) الوصول الدقيق إلى الرسائل المشفرة. من خلال تعيين قيم مختلفة للرمز في رسائل مشفرة مختلفة، يمكن لآليس مالكة البيانات أن تتحكم بالمجموعة نفسها من الرسائل المشفرة التي تريد أن تشاركها مع أي أصدقاء محددين بمرونة كبيرة.